# Wandelroute E6
De Europese wandelroute E6 loopt van de Oostzee naar de Egeïsche Zee. De route loopt door de volgende landen en gebieden:
- Finland
  - Turku
- Zweden
  - Malmö
  - Sontbrug
- Denemarken
  - Sontbrug
  - Korsør
  - Kruså (kruising met Europese wandelroute E1)
- Duitsland
  - Sleeswijk-Holstein
    - Flensburg
    - Schleswig
    - Eckernförde
    - Kiel
    - Plön
    - Eutin
    - Neustadt in Holstein (kruising met Europese wandelroute E9)
    - Lübeck
    - Ratzeburg
    - Mölln
    - Güster
    - Büchen
    - Lauenburg

  - Nedersaksen
    - Bleckede
    - Schnega
    - Bodenteich
    - Gifhorn
    - Braunschweig
    - Goslar (kruising met Europese wandelroute E11)

  - Harz
  - Rhön
  - Coburg
  - Fichtelgebirge
  - Bohemer Woud
  - Beierse Woud
  - Dreisesselberg
- Oostenrijk
  - Neder-Oostenrijk (kruising met Europese wandelroute E8)
    - Nebelstein
    - Ottenschlag
    - Melk

  - Steiermark
    - Mariazell
    - Leoben
    - Packsattel
    - Eibiswald
- Slovenië (kruising met Europese wandelroute E7)
  - Pohorje
  - Koper, routevariant
- Griekenland
  - Alexandroupolis
  - Dardanellen